# Église de Datouna
 (août 2025).
L'Église de Datouna (Datuna haṫan, Датуна гьатӀан en avar, დათუნას ეკლესია en géorgien, Датунский храм en russe) est la seule église médiévale qui subsiste au Daghestan moderne, où la majorité de la population est devenue musulmane.

## Localisation
Elle est située dans le raïon de Shamilsky, dans la république russe du Daghestan, à quelques kilomètres au sud du village de Datuna. 

## Histoire
On pense qu'elle a été construite par les missionnaires orthodoxes géorgiens au tournant des Xe siècle-XIe siècle. C'est la seule église survivante de l'État chrétien de Sarir. Elle est un rappel des liens politiques et culturels étroits entre la Géorgie et le Sarir au début du Moyen Âge.  

## Architecture
L'architecture de la basilique est similaire à celle des monastères de Kazreti et d'Achi.

## Protection
L'église est inscrite au registre du patrimoine culturel russe en tant que monument d'importance nationale (fédérale).